# Списък на министър-председателите на Гърция
Министър-председателят на Гръцката република (на гръцки: Πρωθυπουργός της Ελληνικής Δημοκρατίας, Pro̱thypourgós ti̱s Elli̱nikí̱s Di̱mokratías), наричан по-нататък Министър-председател на Гърция (на гръцки: Πρωθυπουργός της Ελλάδας, Pro̱thypourgós ti̱s Elládas). е ръководител на правителството на Гръцката република и лидер на гръцкия кабинет. Настоящият министър-председател на Гърция е Кириакос Мицотакис (от 26 юни 2023 г.).

## Първа гръцка република (1822 – 1832)
Първа гръцка република е исторически термин, използван за наименуване на самопровъзгласилата се гръцка държава с временен статут по време на войната за Независимост на Гърция (1821 – 1829) от Османската империя, акцентирайки върху конституционния и демократичен характер на революционния режим за създаване на Кралство Гърция. Този термин асоциира този период от гръцката история с по-късните Втора република и Трета република. Столицата на Първата Гръцка република до 1932 г. е Навплио, крайбрежен град находящ се на около 80 км от Атина на Пелопонеския полуостров.

### Привременна администрация (1822 – 1827)
| Министър-председател      | роден-починал | Мандат            | Мандат            | Забележка                         |
| ------------------------- | ------------- | ----------------- | ----------------- | --------------------------------- |
| Министър-председател      | роден-починал | Начало            | Край              | Забележка                         |
| Александрос Маврокордатос | 1791 – 1865   | 13 януари, 1822   | 10 май, 1823      | Генерал-губернатор на Гърция      |
| Петрос Мавромихалис       | 1765 – 1848   | 10 май, 1823      | 31 декември, 1823 | Генерал-губернатор на Гърция      |
| Георгиос Кундуриотис      | 1782 – 1858   | 31 декември, 1823 | 26 април, 1826    | Генерал-губернатор на Гърция      |
| Андреас Заимис            | 1791 – 1840   | 26 април, 1826    | 14 април, 1827    | Генерал-губернатор на Гърция      |
| Георгиос Мавромихалис     | 1800 – 1831   | 14 април, 1827    | 24 януари, 1828   | и.д. Генерал-губернатор на Гърция |

### Гръцка държава (1827 – 1832)
| Министър-председател                                                                                         | роден-починал                                                           | Мандат           | Мандат           | Забележка                                      |
| --- | ----------------------------------------------------------------------- | ---------------- | ---------------- | ---------------------------------------------- |
| Министър-председател                                                                                         | роден-починал                                                           | Начало           | Край             | Забележка                                      |
| Йоанис Каподистриас                                                                                          | 1776 – 1831                                                             | 1827             | 9 октомври, 1831 | Губернатор на Гърция (Глава на правителството) |
| Августинос Каподистриас                                                                                      | 1778 – 1857                                                             | 9 октомври, 1831 | 8 април, 1832    | Губернатор на Гърция (Глава на правителството) |
| Йоанис Колетис Теодорос Колокотронис Андреас Заимис Андреас Метаксас Димитриос Бундурис                      | 1774 – 1847 1770 – 1843 1791 – 11840 1786 – 1860 –                      | 8 април, 1832    | 14 април, 1832   | Колективна правителствена комисия              |
| Георгиос Кунтуриотис Димитриос Ипсилантис Йоанис Колетис Спиридонос Трикупис Андреас Заимис Андреас Метаксас | 1782 – 1858 1793 – 1832 1774 – 1847 1788 – 1873 1791 – 1840 1786 – 1860 | 14 април, 1832   | 3 октомври, 1832 | Колективна правителствена комисия              |
| Йоанис Колетис Андреас Заимис                                                                                | 1774 – 1847 1791 – 1840                                                 | 3 октомври, 1832 | 6 февруари, 1833 | Колективна правителствена комисия              |

## Кралство Гърция – Династия Вителсбах (1832 – 1862)
На Лондонската конференция от 1832 г. се поставя началото на първата изцяло независима гръцка държава. Решението от тази конференция за създаване на Кралство Гърция с крал баварският принц Отон I Гръцки е ратифицирано и международно признато по силата на Константинополския договор от 1832 г.

### Регентство (1832 – 1835)
До навършване на пълнолетие на новия крал управлява Регентски съвет, начело с граф Йозеф Лудвиг фон Армансперг.
| Министър-председател      | роден-починал | Мандат              | Мандат              | Забележка |
| ------------------------- | ------------- | ------------------- | ------------------- | --------- |
| Министър-председател      | роден-починал | Начало              | Край                | Забележка |
| Спиридонис Трикупис       | 1788 – 1873   | 25 януари 1833 г.   | 12 октомври 1833 г. | -         |
| Александрос Маврокордатос | 1791 – 1865   | 12 октомври 1833 г. | 31 май 1834 г.      | -         |
| Йоанис Колетис            | 1774 – 1847   | 24 юни 1834 г.      | 20 май 1835 г.      | -         |

### Абсолютна монархия (1835 – 1843)
През 1835 г. Отон I навършва пълнолетие и поема властта самостоятелно, като установява абсолютна кралска власт.
| Министър-председател             | роден-починал | Мандат              | Мандат              | Забележка |
| -------------------------------- | ------------- | ------------------- | ------------------- | --------- |
| Министър-председател             | роден-починал | Начало              | Край                | Забележка |
| граф Йозеф Лудвиг фон Армансперг | 1787 – 1853   | 20 май 1835 г.      | 2 февруари 1837 г.  | -         |
| Игнац фон Рундхарт               | 1790 – 1838   | 2 февруари 1837 г.  | 8 декември 1837 г.  | -         |
| Ото фон Вителсбах (крал Отон I)  | 1815 – 1867   | 20 декември 1837 г. | 24 януари 1841 г.   | -         |
| Александрос Маврокордатос        | 1791 – 1865   | 24 януари 1841 г.   | 10 август 1841 г.   | -         |
| Ото фон Вителсбах (крал Отон I)  | 1815 – 1867   | 10 август 1841 г.   | 3 септември 1843 г. | -         |

### Конституционна монархия (1843 – 1862)
На 3 септември, 1843 в Атина се извършва военен преврат, по-известен в историографията като въстание от 3 септември 1843 година. Крал Отон I отстъпва, провеждат се избори за Национално събрание, което приема нова конституция по модел на френската, основана на принципа на разделение на властите. Гърция става конституционна монархия.
| Министър-председател      | роден-починал | Мандат               | Мандат               | Забележка                                            |
| ------------------------- | ------------- | -------------------- | -------------------- | ---------------------------------------------------- |
| Министър-председател      | роден-починал | Начало               | Край                 | Забележка                                            |
| Андреас Метаксас          | 1790 – 1860   | 15 септември 1843 г. | 11 март 1844 г.      | (първият конституционно избран министър-председател) |
| Константинос Канарис      | 1790 – 1877   | 11 март 1844 г.      | 11 април 1844 г.     | -                                                    |
| Александрос Маврокордатос | 1791 – 1865   | 11 април 1844 г.     | 18 август 1844 г.    | -                                                    |
| Йоанис Колетис            | 1774 – 1847   | 18 август 1844 г.    | 17 септември 1847 г. | -                                                    |
| Кицос Тзавеллас           | 1801 – 1855   | 17 септември 1847 г. | 19 март 1848 г.      | -                                                    |
| Георгиос Кундуриотис      | 1782 – 1858   | 19 март 1848 г.      | 27 октомври 1848 г.  | -                                                    |
| Константинос Канарис      | 1790 – 1877   | 27 октомври 1848 г.  | 24 декември 1849 г.  | -                                                    |
| Антониос Криезис          | 1796 – 1865   | 24 декември 1849 г.  | 28 май 1854 г.       | -                                                    |
| Константинос Канарис      | 1790 – 1877   | 28 май 1854 г.       | 29 юли 1854 г.       | -                                                    |
| Александрос Маврокордатос | 1791 – 1865   | 29 юли 1854 г.       | 11 октомври 1855 г.  | -                                                    |
| Димитриос Вулгарис        | 1802 – 1878   | 11 октомври 1855 г.  | 25 ноември 1857 г.   | -                                                    |
| Атанасиос Миаулис         | 1815 – 1867   | 25 ноември 1857 г.   | 7 юни 1862 г.        | -                                                    |
| Генеос Колокотронис       | 1803 – 1868   | 7 юни 1862 г.        | 26 октомври 1862 г.  | -                                                    |

### Регентство (1862 – 1863)
След като губи обществена подкрепа и след редица въстания в Гърция, крал Отон I е принуден да напусне страната. Съставя се Регентски съвет и ново правителство. В страната се провеждат избори за Национално събрание, което изработва нова конституция.
| Министър-председател | роден-починал | Мандат              | Мандат              | Забележка |
| -------------------- | ------------- | ------------------- | ------------------- | --------- |
| Министър-председател | роден-починал | Начало              | Край                | Забележка |
| Димитриос Вулгарис   | 1802 – 1878   | 23 октомври 1862 г. | 21 февруари 1863 г. | -         |
| Аристидис Морайтинис | 1806 – 1875   | 21 февруари 1863 г. | 24 февруари 1863 г. | -         |
| Зиновиос Валвис      | 1800 – 1886   | 24 февруари 1863 г. | 9 април 1863 г.     | -         |
| Диомидис Кириякос    | 1811 – 1869   | 9 април 1863 г.     | 10 май 1863 г.      | -         |
| Венизелос Руфос      | 1795 – 1868   | 10 май 1863 г.      | 30 октомври 1863 г. | -         |

## Кралство Гърция на Династия Шлезвиг-Холщайн-Зондербург-Глюксбург (1863 – 1924)
След прогонването на крал Отон I се водят преговори за избор на нов крал. Короната последователно се предлага на няколко князе от дребни кралски фамилии в Европа, като същевременно се иска присъединяване на Йонийските острови към Гърция. В крайна сметка на гръцкия престол е избран датския принц Георг, който през октомври 1863 г. пристига в Атина и е коронован под името Георгиос I. Новият крал е английски кандидат и още преди да заеме гръцкия престол, уговаря връщането на Йонийските острови на Гърция.
| Министър-председател        | роден-починал | Мандат             | Мандат             | Забележка |
| --------------------------- | ------------- | ------------------ | ------------------ | --- |
| Министър-председател        | роден-починал | Начало             | Край               | Забележка |
| Димитриос Вулгарис          | 1802 – 1878   | 6 ноември, 1863    | 17 март, 1864      | |
| Константинос Канарис        | 1790 – 1877   | 17 март, 1864      | 28 април, 1864     | |
| Зиновиос - Зефирис Валвис   | 1800 – 1886   | 28 април, 1864     | 7 август, 1864     | |
| Константинос Канарис        | 1790 – 1877   | 7 август, 1864     | 9 февруари, 1865   | |
| Венизелос Руфос             | 1795 – 1868   | 9 февруари, 1865   | 14 март, 1865      | |
| Александрос Кумундурос      | 1817 – 1883   | 14 март, 1865      | 1 ноември, 1865    | |
| Епаминондас Делигеоргис     | 1829 – 1889   | 1 ноември, 1865    | 15 ноември, 1865   | |
| Димитриос Вулгарис          | 1802 – 1878   | 15 ноември, 1865   | 18 ноември, 1865   | |
| Александрос Кумундурос      | 1817 – 1883   | 18 ноември, 1865   | 25 ноември, 1865   | |
| Епаминондас Делигьоргис     | 1829 – 1889   | 25 ноември, 1865   | 11 декември, 1865  | |
| Венизелос Руфос             | 1795 – 1868   | 11 декември, 1865  | 21 юни, 1866       | |
| Димитриос Вулгарис          | 1802 – 1878   | 21 юни, 1866       | 30 декември, 1866  | |
| Александрос Кумундурос      | 1817 – 1883   | 30 декември, 1866  | 1 януари, 1868     | |
| Аристоменис Морайтинис      | 1806 – 1875   | 1 януари, 1868     | 6 февруари, 1868   | |
| Димитриос Вулгарис          | 1802 – 1878   | 6 февруари, 1868   | 6 февруари, 1869   | |
| Трасивулос Займис           | 1829 – 1880   | 6 февруари, 1869   | 22 юли, 1870       | |
| Епаминондас Делигьоргис     | 1829 – 1889   | 22 юли, 1870       | 15 декември, 1870  | |
| Александрос Кумундурос      | 1817 – 1883   | 15 декември, 1870  | 9 ноември, 1871    | |
| Трасивулос Займис           | 1829 – 1880   | 9 ноември, 1871    | 6 януари, 1872     | |
| Димитриос Вулгарис          | 1802 – 1878   | 6 януари, 1872     | 20 юли, 1872       | |
| Епаминондас Делигьоргис     | 1829 – 1889   | 20 юли, 1872       | 21 февруари, 1874  | |
| Димитриос Вулгарис          | 1802 – 1878   | 21 февруари, 1874  | 8 май, 1875        | |
| Харилаос Трикупис           | 1832 – 1896   | 8 май, 1875        | 27 октомври, 1875  | |
| Александрос Кумундурос      | 1817 – 1883   | 27 октомври, 1875  | 8 декември, 1876   | |
| Епаминондас Делигьоргис     | 1829 – 1889   | 8 декември, 1876   | 13 декември, 1876  | |
| Александрос Кумундурос      | 1817 – 1883   | 13 декември, 1876  | 10 март, 1877      | |
| Епаминондас Делигьоргис     | 1829 – 1889   | 10 март, 1877      | 1 юни, 1877        | |
| Александрос Кумундурос      | 1817 – 1883   | 1 юни, 1877        | 27 юни, 1877       | |
| Константинос Канарис        | 1790 – 1877   | 7 юни, 1877        | 14 септември, 1877 | |
| Александрос Кумундурос      | 1817 – 1883   | 14 септември, 1877 | 2 ноември, 1878    | |
| Харилаос Трикупис           | 1832 – 1896   | 2 ноември, 1878    | 7 ноември, 1878    | |
| Александрос Кумундурос      | 1817 – 1883   | 7 ноември, 1878    | 22 март, 1880      | |
| Харилаос Трикупис           | 1832 – 1896   | 22 март, 1880      | 25 октомври, 1880  | |
| Александрос Кумундурос      | 1817 – 1883   | 25 октомври, 1880  | 15 март, 1882      | |
| Харилаос Трикупис           | 1832 – 1896   | 15 март, 1882      | 1 май, 1885        | |
| Теодорос Делиянис           | 1820 – 1905   | 1 май, 1885        | 9 май, 1886        | |
| Димитриос Валвис            | 1814 – 1886   | 9 май, 1886        | 21 май, 1886       | |
| Харилаос Трикупис           | 1832 – 1896   | 21 май, 1886       | 5 ноември, 1890    | Три последователни мандата |
| Теодорос Делиянис           | 1820 – 1905   | 5 ноември, 1890    | 1 март, 1892       | |
| Константинос Констандопулос | 1832 – 1910   | 1 март, 1892       | 22 юни, 1892       | |
| Харилаос Трикупис           | 1832 – 1896   | 22 юни, 1892       | 15 май, 1893       | |
| Сотириос Сотиропулос        | 1831 – 1898   | 15 май, 1893       | 11 ноември, 1893   | |
| Харилаос Трикупис           | 1832 – 1896   | 11 ноември, 1893   | 24 януари, 1895    | |
| Николаос Делиянис           | 1845 – 1910   | 24 януари, 1895    | 11 юни, 1895       | |
| Теодорос Делиянис           | 1820 – 1905   | 11 юни, 1895       | 30 април, 1897     | |
| Димитриос Ралис             | 1844 – 1921   | 30 април, 1897     | 3 октомври, 1897   | |
| Александрос Займис          | 1855 – 1936   | 3 октомври, 1897   | 14 април, 1899     | |
| Георгиос Теотокис           | 1844 – 1916   | 14 април, 1899     | 25 ноември, 1901   | |
| Александрос Займис          | 1855 – 1936   | 25 ноември, 1901   | 6 декември, 1902   | |
| Теодорос Делиянис           | 1820 – 1905   | 6 декември, 1902   | 27 юни, 1903       | |
| Георгиос Теотокис           | 1844 – 1916   | 27 юни, 1903       | 11 юли, 1903       | |
| Димитриос Ралис             | 1844 – 1921   | 11 юли, 1903       | 19 декември, 1903  | |
| Георгиос Теотокис           | 1844 – 1916   | 19 декември, 1903  | 29 декември, 1904  | |
| Теодорос Делиянис           | 1820 – 1905   | 29 декември, 1904  | 13 юни, 1905       | |
| Димитриос Ралис             | 1844 – 1921   | 13 юни, 1905       | 21 декември, 1905  | |
| Георгиос Теотокис           | 1844 – 1916   | 21 декември, 1905  | 29 юли, 1909       | |
| Димитриос Ралис             | 1844 – 1921   | 29 юли, 1909       | 28 август, 1909    | |
| Кириакулис Мавромихалис     | 1849 – 1916   | 28 август, 1909    | 31 януари, 1910    | |
| Стефанос Драгумис           | 1842 – 1923   | 31 януари, 1910    | 18 октомври, 1910  | |
| Елевтериос Венизелос        | 1864 – 1936   | 18 октомври, 1910  | 10 март, 1915      | |
| Димитриос Гунарис           | 1866 – 1922   | 10 март, 1915      | 23 август, 1915    | |
| Елевтериос Венизелос        | 1864 – 1936   | 23 август, 1915    | 7 октомври, 1915   | |
| Александрос Займис          | 1855 – 1936   | 7 октомври, 1915   | 7 ноември, 1915    | |
| Стефанос Скулудис           | 1836 – 1928   | 7 ноември, 1915    | 22 юни, 1916       | |
| Александрос Займис          | 1855 – 1936   | 22 юни, 1916       | 16 септември, 1916 | |
| Николаос Калогеропулос      | 1853 – 1927   | 16 септември, 1916 | 10 октомври, 1916  | |
| Елевтериос Венизелос        | 1864 – 1936   | 7 септември, 1916  | 27 юни, 1917       | Второ правителство, съперничещо на това на Калогеропулос. Контролира Северна Гърция и остров Крит. Признато от Антантата на 19 декември 1916.                           |
| Спиридон Ламбру             | 1851 – 1919   | 10 октомври, 1916  | 5 февруари, 1917   | Официално „кралско“ правителство. Контролира Южна Гърция. |
| Александрос Займис          | 1855 – 1936   | 5 февруари, 1917   | 27 юни, 1917       | Официално „кралско“ правителство. Контролира Южна Гърция. |
| Елевтериос Венизелос        | 1864 – 1936   | 27 юни, 1917       | 18 ноември, 1920   | Абдикация на крал Константинос I след ултиматум, поставен от Антантата. Това правителство контролира цяла Гърция и официално въвлича страната в Първата световна война. |
| Димитриос Ралис             | 1844 – 1921   | 18 ноември, 1920   | 6 февруари, 1921   | |
| Николаос Калогеропулос      | 1853 – 1927   | 6 февруари, 1921   | 8 април, 1921      | |
| Димитриос Гуанрис           | 1866 – 1922   | 8 април, 1921      | 16 май, 1922       | |
| Николаос Стратос            | 1872 – 1922   | 16 май, 1922       | 22 май, 1922       | |
| Петрос Протопападакис       | 1860 – 1922   | 22 май, 1922       | 10 септември, 1922 | |
| Николаос Тряндафилакос      | 1855 – 1939   | 10 септември, 1922 | 29 септември, 1922 | |
| Анастасиос Хараламбис       | 1862 – 1949   | 39 септември, 1922 | 30 септември, 1922 | |
| Сотириос Крокидас           | 1852 – 1924   | 30 септември, 1922 | 27 ноември, 1922   | |
| Стилианос Гонатас           | 1876 – 1966   | 27 ноември, 1922   | 24 януари, 1924    | |
| Елевтериос Венизелос        | 1864 – 1936   | 24 януари, 1924    | 19 февруари, 1924  | |
| Георгиос Кафандарис         | 1873 – 1946   | 19 февруари, 1924  | 12 март, 1924      | |

## Втора гръцка република (1924 – 1935)
След период на вътрешнополитически борби между прорепубликански настроеният Елевтериос Венизелос и крал Константинос I и разгромът на Гърция в Гръцко-турска война (1919-1922), кралската власт е силно отслабена, което довежда до абдикацията на краля. Скоро след възкачването си, наследилият го крал Георгиос II също е принуден да напусне престола. На 25 март 1924 г. е обявена Втората република, но в краткото си съществуване, тя се оказва нестабилна. Продължава разделението между роялисти и републиканци. Участието на военните в политиката води до няколко успешни и неуспешни преврата. Икономиката на страната е срината от почти десетилетие на войни и наплива на бежанци от Турция.
| Министър-председател     | роден-починал | Мандат           | Мандат            | Забележка |
| ------------------------ | ------------- | ---------------- | ----------------- | --------- |
| Министър-председател     | роден-починал | Начало           | Край              | Забележка |
| Александрос Папанастасиу | 1876 – 1936   | 12 март, 1924    | 24 юли, 1924      |           |
| Темистоклис Софулис      | 1862 – 1949   | 24 юли, 1924     | 7 октомври, 1924  |           |
| Андреас Михалакопулос    | 1876 – 1938   | 7 октомври, 1924 | 26 юни, 1925      |           |
| Теодорос Пангалос        | 1878 – 1952   | 26 юни, 1925     | 19 юли, 1926      |           |
| Атанасиос Ефтаксиас      | 1849 – 1931   | 19 юли, 1926     | 23 август, 1926   |           |
| Георгиос Кондилис        | 1879 – 1936   | 23 август, 1926  | 4 декември, 1926  |           |
| Александрос Займис       | 1855 – 1936   | 4 декември, 1926 | 4 юли, 1928       |           |
| Елевтериос Венизелос     | 1864 – 1936   | 4 юли, 1928      | 26 май, 1932      |           |
| Александрос Папанастасиу | 1876 – 1936   | 26 май, 1932     | 5 юни, 1932       |           |
| Елевтериос Венизелос     | 1864 – 1936   | 5 юни, 1932      | 4 ноември, 1932   |           |
| Панагис Цалдарис         | 1868 – 1936   | 4 ноември, 1932  | 16 януари, 1933   |           |
| Елевтериос Венизелос     | 1864 – 1936   | 16 януари, 1933  | 6 март, 1933      |           |
| Александрос Отонеос      | 1879 – 1970   | 6 март, 1933     | 10 март, 1933     |           |
| Панагис Цалдарис         | 1868 – 1936   | 10 март, 1933    | 10 октомври, 1935 |           |

## Кралство Гърция с възстановена монархия (1935 – 1973/74)
Въпреки усилията си, Елевтериос Венизелос не успява да се справи с икономическата и политическата криза, което довежда на власт правителство на роялистите. То проправя път на завръщането крал Георгиос II на престола на 3 ноември, 1935.
Правителства по време на втория период от управлението на Глюксбургската династия.
| Министър-председател   | роден-починал | Мандат            | Мандат           | Забележка |
| ---------------------- | ------------- | ----------------- | ---------------- | --- |
| Министър-председател   | роден-починал | Начало            | Край             | Забележка |
| Георгиос Кондилис      | 1879 – 1936   | 10 октомври, 1935 | 30 ноември, 1935 | Регент след отмяната на Републиката, потвърдена с референдум от 10 октомври, до завръщането на крал Георгиос II на 3 ноември, 1935 |
| Константинос Демердзис | 1876 – 1936   | 30 ноември, 1935  | 12 април, 1936   | Служебно правителство |
| Йоанис Метаксас        | 1871 – 1941   | 13 април, 1936    | 29 януари, 1941  | Бивш генерал, заместник на Демердзис. Разпуска парламента и установява диктатура на 4 януари, 1936                                 |
| Александрос Коризис    | 1885 – 1941   | 29 януари, 1941   | 18 април, 1941   | Правителство, съществувало до германската окупация                                                                                 |

### Правителства по времето наВтората световна война(1941 – 1945)
| Международно признато правителство (в изгнание от 29 април, 1941 – 18 октомври, 1944)                  | Международно признато правителство (в изгнание от 29 април, 1941 – 18 октомври, 1944) | Международно признато правителство (в изгнание от 29 април, 1941 – 18 октомври, 1944) | Марионетно правителство по време на окупацията от силите на Тристранния пакт | Марионетно правителство по време на окупацията от силите на Тристранния пакт | Марионетно правителство по време на окупацията от силите на Тристранния пакт | Правителство на Политическия комитет за национално освобождение (ЕАМ) | Правителство на Политическия комитет за национално освобождение (ЕАМ) | Правителство на Политическия комитет за национално освобождение (ЕАМ) |
| --- | ------------------------------------------------------------------------------------- | ------------------------------------------------------------------------------------- | ---------------------------------------------------------------------------- | ---------------------------------------------------------------------------- | ---------------------------------------------------------------------------- | --------------------------------------------------------------------- | --------------------------------------------------------------------- | --------------------------------------------------------------------- |
| министър-председател                                                                                   | мандат                                                                                | мандат                                                                                | министър-председател                                                         | мандат                                                                       | мандат                                                                       | министър-председател                                                  | мандат                                                                | мандат                                                                |
| Емануил Цудерос (1882 – 1956) в изгнание на о. Крит, а от 29 април, 1941 в Кайро                       | 21 април, 1941                                                                        | 13 април, 1944                                                                        | Георгиос Цолакоглу (1886 – 1948)                                             | 29 април, 1941                                                               | 2 декември, 1942                                                             |                                                                       |                                                                       |                                                                       |
| Емануил Цудерос (1882 – 1956) в изгнание на о. Крит, а от 29 април, 1941 в Кайро                       | 21 април, 1941                                                                        | 13 април, 1944                                                                        | Константинос Логотетопулос (1878 – 1951)                                     | 2 декември, 1942                                                             | 7 април, 1943                                                                |                                                                       |                                                                       |                                                                       |
| Емануил Цудерос (1882 – 1956) в изгнание на о. Крит, а от 29 април, 1941 в Кайро                       | 21 април, 1941                                                                        | 13 април, 1944                                                                        | Йоанис Ралис (1878 – 1946)                                                   | 7 април, 1943                                                                | 12 октомври, 1944                                                            |                                                                       |                                                                       |                                                                       |
| Емануил Цудерос (1882 – 1956) в изгнание на о. Крит, а от 29 април, 1941 в Кайро                       | 21 април, 1941                                                                        | 13 април, 1944                                                                        | Йоанис Ралис (1878 – 1946)                                                   | 7 април, 1943                                                                | 12 октомври, 1944                                                            | Еврипидис Бакирдзис (1895 – 1947)                                     | 10 март, 1944                                                         | 18 април, 1944                                                        |
| Софоклис Венизелос (1894 – 1964)                                                                       | 13 април, 1944                                                                        | 26 април, 1944                                                                        | Йоанис Ралис (1878 – 1946)                                                   | 7 април, 1943                                                                | 12 октомври, 1944                                                            | Еврипидис Бакирдзис (1895 – 1947)                                     | 10 март, 1944                                                         | 18 април, 1944                                                        |
| Софоклис Венизелос (1894 – 1964)                                                                       | 13 април, 1944                                                                        | 26 април, 1944                                                                        |                                                                              |                                                                              |                                                                              | Еврипидис Бакирдзис (1895 – 1947)                                     | 10 март, 1944                                                         | 18 април, 1944                                                        |
| Софоклис Венизелос (1894 – 1964)                                                                       | 13 април, 1944                                                                        | 26 април, 1944                                                                        | Александрос Сволос (1892 – 1952)                                             | 18 април, 1944                                                               | 2 септември, 1944                                                            |                                                                       |                                                                       |                                                                       |
| Георгиос Папандреу (1898 – 1968). Обединява се с ЕАМ и образува правителство на националното единство. | 26 април, 1944                                                                        | 3 януари, 1945                                                                        | Александрос Сволос (1892 – 1952)                                             | 18 април, 1944                                                               | 2 септември, 1944                                                            |                                                                       |                                                                       |                                                                       |
| Георгиос Папандреу (1898 – 1968). Обединява се с ЕАМ и образува правителство на националното единство. | 26 април, 1944                                                                        | 3 януари, 1945                                                                        |                                                                              |                                                                              |                                                                              |                                                                       |                                                                       |                                                                       |

### Правителства в периода междуВтората световна войнаиГражданската война в Гърция(1945 – 1947)
| Министър-председател  | роден-починал | Мандат            | Мандат            | Забележка                     |
| --------------------- | ------------- | ----------------- | ----------------- | ----------------------------- |
| Министър-председател  | роден-починал | Начало            | Край              | Забележка                     |
| Николаос Пластирас    | 1883 – 1953   | 3 януари, 1945    | 9 април, 1945     |                               |
| Петрос Вулгарис       | 1884 – 1957   | 9 април, 1945     | 17 октомври, 1945 |                               |
| Дамаскин Папандреу    | 1891 – 1949   | 17 октомври, 1945 | 1 ноември, 1945   | Министър-председател и Регент |
| Панайотис Канелопулос | 1902 – 1986   | 1 ноември, 1945   | 22 ноември, 1945  |                               |
| Темистоклис Софулис   | 1862 – 1949   | 22 ноември, 1945  | 4 април, 1946     |                               |
| Панайотис Пулицас     | 1881 – 1968   | 4 април, 1946     | 18 април, 1946    | Временно правителство         |
| Константинос Цалдарис | 1884 – 1970   | 18 април, 1946    | 25 януари, 1947   |                               |
| Димитриос Максимос    | 1873 – 1955   | 25 януари, 1947   | 29 август, 1947   | Коалиционно правителство      |
| Константинос Цалдарис | 1884 – 1970   | 28 август, 1947   | 7 септември, 1947 |                               |

### Правителства, съперничещи си през периода наГражданската война в Гърция(1947 – 1950)
| Официално правителство на Гърция                                                                | Официално правителство на Гърция | Официално правителство на Гърция | Привременно Демократично правителство на КПГ                     | Привременно Демократично правителство на КПГ | Привременно Демократично правителство на КПГ |
| ----------------------------------------------------------------------------------------------- | -------------------------------- | -------------------------------- | ---------------------------------------------------------------- | -------------------------------------------- | -------------------------------------------- |
| министър-председател                                                                            | мандат                           | мандат                           | министър-председател                                             | мандат                                       | мандат                                       |
| Темистоклис Софулис (1862 – 1949) Коалиционно правителство от всички центристки и десни партии. | 7 септември, 1947                | 24 юни, 1949                     |                                                                  |                                              |                                              |
| Темистоклис Софулис (1862 – 1949) Коалиционно правителство от всички центристки и десни партии. | 7 септември, 1947                | 24 юни, 1949                     | Маркос Вафиядис (1906 – 1992)                                    | 24 декември, 1947                            | 7 февруари, 1949                             |
| Темистоклис Софулис (1862 – 1949) Коалиционно правителство от всички центристки и десни партии. | 7 септември, 1947                | 24 юни, 1949                     | Николаос Захариадис (1903 – 1973)                                | 7 февруари, 1949                             | 3 април, 1949                                |
| Темистоклис Софулис (1862 – 1949) Коалиционно правителство от всички центристки и десни партии. | 7 септември, 1947                | 24 юни, 1949                     | Димитриос Парцалидис (1905 – 1980) В изгнание от 28 август, 1949 | 3 април, 1949                                | октомври, 1950                               |
| Александрос Диомидис (1875 – 1950)                                                              | 30 юни, 1949                     | 6 януари, 1950                   | Димитриос Парцалидис (1905 – 1980) В изгнание от 28 август, 1949 | 3 април, 1949                                | октомври, 1950                               |
| Александрос Диомидис (1875 – 1950)                                                              | 30 юни, 1949                     | 6 януари, 1950                   |                                                                  |                                              |                                              |

### Правителства в периода следГражданската война в ГърциядоВоенната диктатура(1950 – 1967)
| Министър-председател            | роден-починал | Мандат             | Мандат             | Забележка                                                                            |
| ------------------------------- | ------------- | ------------------ | ------------------ | ------------------------------------------------------------------------------------ |
| Министър-председател            | роден-починал | Начало             | Край               | Забележка                                                                            |
| Йоанис Теотокис                 | 1880 – 1961   | 6 януари, 1950     | 23 март, 1950      | Служебно правителство                                                                |
| Софоклис Венизелос              | 1894 – 1964   | 23 март, 1950      | 15 април, 1950     |                                                                                      |
| Николаос Пластирас              | 1883 – 1953   | 15 април, 1950     | 21 август, 1950    |                                                                                      |
| Софоклис Венизелос              | 1894 – 1964   | 21 август, 1950    | 1 ноември, 1951    |                                                                                      |
| Николаос Пластирас              | 1883 – 1953   | 1 ноември, 1951    | 11 октомври, 1952  |                                                                                      |
| Димитриос Киосопулос            | 1892 – 1977   | 11 октомври, 1952  | 19 ноември, 1952   | Служебно правителство                                                                |
| Александрос Папагос             | 1883 – 1955   | 19 ноември, 1952   | 4 октомври, 1955   |                                                                                      |
| Константинос Георгиу Караманлис | 1907 – 1998   | 6 октомври, 1955   | 5 март, 1958       |                                                                                      |
| Константинос Георгакопулос      | 1890 – 1978   | 5 март, 1958       | 17 май, 1958       | Служебно правителство                                                                |
| Константинос Георгиу Караманлис | 1907 – 1998   | 17 май, 1958       | 20 септември, 1961 |                                                                                      |
| Константинос Довас              | 1898 – 1973   | 20 септември, 1961 | 4 ноември, 1961    | Служебно правителство                                                                |
| Константинос Георгиу Караманлис | 1907 – 1998   | 4 ноември, 1961    | 17 юни, 1963       |                                                                                      |
| Панайотис Пипинелис             | 1899 – 1970   | 17 юни, 1963       | 29 септември, 1963 |                                                                                      |
| Стилянос Мавромихалис           | 1902 – 1981   | 29 септември, 1963 | 8 ноември, 1963    | Служебно правителство                                                                |
| Георгиос Папандреу              | 1888 – 1968   | 8 ноември, 1963    | 30 декември, 1963  |                                                                                      |
| Йоанис Параскевопулос           | 1900 – 1984   | 30 декември, 1963  | 18 февруари, 1964  | Служебно правителство                                                                |
| Георгиос Папандреу              | 1888 – 1968   | 19 февруари, 1964  | 15 юли, 1965       |                                                                                      |
| Георгиос Атанасиадис-Новас      | 1893 – 1987   | 15 юли, 1965       | 20 август, 1965    | Не успява да получи парламентарна подкрепа по време на „Кралския преврат от 1967 г.“ |
| Илиас Циримокос                 | 1907 – 1968   | 20 август, 1965    | 17 септември, 1965 | Не успява да получи парламентарна подкрепа по време на „Кралския преврат от 1967 г.“ |
| Стефанос Стефанопулос           | 1898 – 1982   | 17 септември, 1965 | 22 декември, 1966  | Не успява да получи парламентарна подкрепа по време на „Кралския преврат от 1967 г.“ |
| Йоанис Параскевопулос           | 1900 – 1984   | 22 декември, 1966  | 3 април, 1967      | Служебно правителство                                                                |
| Панайотис Канелопулос           | 1902 – 1986   | 3 април, 1967      | 21 април, 1967     | Служебно правителство                                                                |

### Военна диктатура (1967 – 1974)
| Министър-председател    | роден-починал | Мандат            | Мандат            | Забележка |
| ----------------------- | ------------- | ----------------- | ----------------- | --- |
| Министър-председател    | роден-починал | Начало            | Край              | Забележка |
| Константинос Коляс      | 1901 – 1998   | 21 април, 1967    | 13 декември, 1967 | |
| Георгиос Пападопулос    | 1919 – 1999   | 13 декември, 1967 | 8 октомври, 1973  | Обявява се за Регент, а на 1 юни, 1973 и за президент след премахването на монархията след спорен референдум. |
| Спиридон Маркезанис     | 1909 – 2000   | 8 октомври, 1973  | 25 ноември, 1973  | Опити за демократизация. Свален след държавен преврат от Димитриос Йоанидис.                                  |
| Адамантиос Андруцопулос | 1919 – 2000   | 25 ноември, 1973  | 24 юли, 1974      | Премиер в режима на Димитриос Йоанидис                                                                        |

## Трета гръцка република (1974 – до днес)
След референдум на 13 декември, 1974 e потвърдена отмяната на монархията. В Гърция се установява парламентарна република като форма на държавно управление.
| Министър-председател               | роден-починал | Мандат            | Мандат            | Забележка |
| ---------------------------------- | ------------- | ----------------- | ----------------- | --- |
| Министър-председател               | роден-починал | Начало            | Край              | Забележка |
| Константинос Г. Караманлис         | 1907 – 1998   | 24 юли, 1974      | 10 май, 1980      | Три последователни мандата |
| Георгиос Ралис                     | 1918 – 2006   | 10 май, 1980      | 21 октомври, 1981 | Наследява Караманлис, който е избран за президент                                                                                             |
| Андреас Папандреу                  | 1919 – 1996   | 21 октомври, 1981 | 2 юли, 1989       | Два последователни мандата. След конституционната поправка от 1986 г. се намаляват правомощията на президента, за сметка на тези на премиера. |
| Дзанис Дзанетакис                  | 1927 – 2010   | 3 юли, 1989       | 12 октомври, 1989 | Колационно правителство с Коалиция на левицата                                                                                                |
| Йоанис Гривас                      | 1923 – 2016   | 11 октомври, 1989 | 23 ноември, 1989  | Служебно правителство |
| Ксенофон Золотас                   | 1904 – 2004   | 23 ноември, 1989  | 11 април, 1990    | Правителство на националното единство |
| Константинос Мицотакис             | 1918 – 2017   | 11 април, 1990    | 13 октомври, 1993 | Подава оставка, поради загуба на парламентарно мнозинство.                                                                                    |
| Андреас Папандреу                  | 1919 – 1996   | 13 октомври, 1993 | 15 януари, 1996   | Подава оставка, заради влошеното си здраве. Умира скоро след това.                                                                            |
| Костас Симитис                     | 1936 –        | 21 януари, 1996   | 10 март 2004      | Два последователни мандата. Конституционна промяна от 2001 г.                                                                                 |
| Константинос Александру Караманлис | 1956 –        | 10 март 2004      | 6 октомври, 2009  | Два последователни мандата, втори мандат от 19 септември, 2007.                                                                               |
| Георгиос А. Папандреу              | 1952 –        | 6 октомври 2009   | 10 ноември 2011   | Подава оставка вследствие на Финансовата криза в Гърция                                                                                       |
| Лукас Пападимос                    | 1947 –        | 10 ноември 2011   | 16 май 2012       | независим, оглавява преходно правителство на национално единство                                                                              |
| Панайотис Пикраменос               | 1945 –        | 16 май 2012       | 20 юни 2012       | Служебно правителство |
| Андонис Самарас                    | 1951 –        | 20 юни 2012       | 26 януари 2015    | Коалиционно правителство на Нова демокрация, ПАСОК и Демократичната левица                                                                    |
| Алексис Ципрас                     | 1974 –        | 26 януари 2015    | 27 август 2015    | Коалиционно правителство на Коалиция на радикалната левица и Независими гърци                                                                 |
| Василики Тану-Христофилу           | 1950 –        | 27 август 2015    | 21 септември 2015 | Служебно правителство |
| Алексис Ципрас                     | 1974 –        | 21 септември 2015 | 8 юли 2019        | Коалиционно правителство на Коалиция на радикалната левица и Независими гърци                                                                 |
| Кириакос Мицотакис                 | 1968 –        | 8 юли 2019        | 25 май 2023       | Нова демокрация |
| Йоанис Сармас                      | 1957-         | 25 май 2023       | 26 юни 2023       | Служебно правителство |
| Кириакос Мицотакис                 | 1968 -        | 26 юни 2023       | действащ          | Нова демокрация |